# Prvorepubliková trafika v Žatci
Prvorepubliková trafika je bývalý hrázděný prodejní kiosek (bez čp), který se nachází v ulici Nádražní schody v zahradě domu Červenka čp. 1198 v Žatci.  Od 28. března 1994 je chráněna jako kulturní památka. Po rekonstrukci v roce 2022 se pod jménem Trafička stala kulturním centrem. 

## Historie
Na začátku 20. století byl postaven na strategickém místě prodejní stánek. Byl umístěn při nádražních schodech, kde lidé okolo něj procházeli na vlakové nádraží a sloužil jako trafika. Po druhé světové válce však začal postupně chátrat a byl uzavřen. Později se stal nelegální noclehárnou pro bezdomovce.
V roce 2021 tento objekt odkoupil od svého kamaráda Daniel Černý, který už v té době vlastnil a rekonstruoval žateckou synagogu. Následně hned započal po odstranění odpadů od bezdomovců s rozsáhlou rekonstrukcí, a v 2022 byla slavnostně otevřena. V roce 2023 získal ocenění Zlaté cimbuří v kategorii Obnova kulturní památky. Pod jménem Trafička funguje jako kulturní centrum, kde se konají koncerty a výstavy. Majitel v něm plánuje zřídit zážitkové přespání.

## Popis
Objekt z počátku 20. století byl postaven v architektonickém stylu Heimatstil. Jedná se o hrázděnou jednopatrovou stavbu o čtvercovém půdorysu s 9 m². Má náročně řezbářsky provedené detaily, mezi které patří zdobné výžlabky, okosené trámové hrany a bohatě profilovaná konstrukce prodejního okénka včetně předstupujících sloupků. Výplně hrázděné konstrukce jsou z neomítaných cihel. Nad každým z průčelí jsou charakteristické vykonzolované trojúhelné štíty, které plynule přecházejí v jehlancovou střechu pokrytou zeleně glazovanými bobrovkami.